# 基质辅助激光解吸/电离

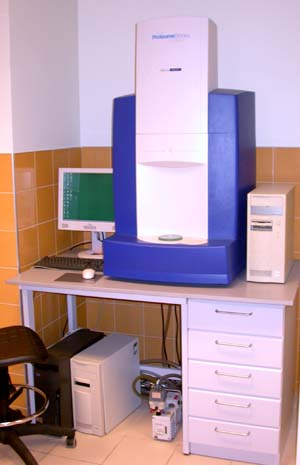
基质辅助雷射脫附时间分辨质谱仪

基质辅助雷射脫附电离（英語： Matrix-assisted laser desorption/ionization，MALDI）是一种用于质谱法的溫和离子化技术，可以得到用常规离子化方法容易解离為碎片的一些完整大分子质谱訊息，比如生物分子类的DNA，生物高分子、蛋白质、多肽和糖，以及其他大分子量的有机分子，如高分子、树状分子和其他高分子。在这方面类似于同样是软离子化方法的电喷雾电离（ESI），不过MALDI更容易得单电荷的离子峰。
MALDI方法过程分为三个步骤。首先，将样品溶液與合适的基质水溶液混合，並取微量混合液體滴置於金属樣品板等待乾燥。第二步，将脉冲激光照射到样本，引发样品和基质材料的電離和脫附。最后，分析物分子與電離後的基質在脫附過程中進行電荷轉移反應，將分析物分子電離。在大多數的生物分子分析上，例如蛋白质及多肽，分析物通常都是以质子化或去质子化形式產生。在MALDI反應之後，所有產生的離子即被金屬樣品板上的電壓加速进入质谱仪来分析。

## 历史
基质辅助激光脫附电离（MALDI）这个术语是由弗伦茨·希伦坎普（Franz Hillenkamp），迈克尔·卡拉斯（Michael Karas）和他们的同事在1985年提出的。这些研究人员发现，氨基酸丙氨酸可以更容易地离子化，如果它被与氨基酸色氨酸混合，并用266纳米的脉冲激光照射。吸收激光能量的色氨酸能帮助非吸收性的丙氨酸被离子化。当与这种“基质”混合，高达2843Da的溶血肽多肽都可以被离子化。真正突破大分子量蛋白質的電離技術則是在1985年初，由在岛津制作所工作的田中耕一和他的同事使用被他们称为“超细金属加液体基质方法”，以混合30纳米钴颗粒在甘油中，并用337纳米的氮激光進行电离。使用这种激光和基质组合，田中耕一能够电离高达34472Da的蛋白羧-A分子，而此方法後來被稱為軟雷射脫附法（Soft Laser Desorption，簡稱SLD）。2002年，约翰·贝内特·芬恩與田中耕一因各自開發出ESI與SLD方法，而共享一半的諾貝爾化學獎。随后，卡拉斯和希伦坎普使用尼克酸（nicotinic acid）基质和一个266纳米的激光能够电离67 kDa蛋白质白蛋白（albumin）.。进一步改进是通过使用355纳米的激光和肉桂酸衍生物阿魏酸，咖啡酸和芥子酸作为基质实现。由于337纳米波长运行的小型和相对廉价的氮激光出现，在1990年代初期推出的第一款商业仪器把MALDI仪器带给了越来越多的研究人员。今天，大部分被用于MALDI质谱分析的基质都是有机化合物。

## 应用

### 生物化学
在蛋白质组学中，MALDI用于快速鉴定通过凝胶电泳分离的蛋白质：SDS-PAGE，大小排除層析法，亲和层析，强/弱离子交换，同位素编码蛋白标记（ICPL）和双向电泳。 肽质量指纹识别是MALDI-TOF质谱仪最流行的分析应用。 MALDI TOF / TOF质谱仪用于揭示肽的氨基酸序列，使用源后衰变或高能碰撞诱导的解离（进一步使用参见质谱法）。
MALDI-TOF已用於表徵翻譯後修飾。例如，它已被廣泛應用於研究蛋白質甲基化和去甲基化。但是，在研究MALDI-TOF的翻譯後修飾時必須小心。例如，據報導，當二羥基苯甲酸(DHB)用作糖基化肽的MALDI MS分析的基質時，唾液酸的損失已在論文中確定，S. Martin使用芥子酸、4-HCCA和DHB作為基質，研究了MALDI/TOF在線性模式和反射模式下亞穩態衰減導致糖基化肽中唾液酸的損失。 Shimadzu Corporation的一個小組通過酰胺化反應衍生唾液酸，以此提高檢測靈敏度，並證明離子液體基質可減少唾液酸化寡糖MALDI/TOF MS分析過程中的唾液酸損失，THAP、DHAP以及2-aza-2-thiothymine和苯肼的混合物已被確定為基質，可用於在糖基化肽的MALDI MS分析過程中最大限度地減少唾液酸的損失。據報導，如果使用IR MALDI 代替UV MALDI，可以減少一些翻譯後修飾的損失。
除了蛋白質，MALDI-TOF也被用於研究脂質。例如，它已被用於研究磷脂酶的催化反應。除脂質外，寡核苷酸也已通過MALDI-TOF進行了表徵。例如，在分子生物學中，5-甲氧基水楊酸和精胺的混合物可用作MALDI質譜法中寡核苷酸分析的基質，例如在寡核苷酸合成之後。

### 有机化学
一些合成大分子，例如索烃和轮烷，树状物和超支化聚合物，以及其他组件，具有延伸到数千或数万的分子量，其中大多数电离技术难以产生分子离子。 MALDI是一种简单快速的分析方法，可以让化学家快速分析这些合成的结果并验证其结果。

### 聚合物
在高分子化学中，MALDI可用于确定摩尔质量分布。 分散度大于1.2的聚合物很难通过MALDI进行表征，原因是信号强度与较高质量的低聚物有所区别。
聚合物的良好基质是二乙醇或三氟乙酸银(AgTFA)。 样品必须首先与二乙醇混合，然后添加AgTFA。 否则样品将从溶液中沉淀出来。

### 微生物学
MALDI/TOF光谱用于鉴定微生物，例如细菌或真菌。 将一部分微生物菌落放在样品靶标上，并覆盖基质。 生成的质谱图通过专用软件进行分析，并与存储的配置文件进行比较。 通过该程序进行的物种诊断比基于免疫学或生化测试的其他程序更快，更准确且更便宜。 MALDI/TOF正在成为医学微生物实验室中进行物种鉴定的标准方法。
与其他微生物鉴定方法相比，一个主要优点是它能够以低成本直接，可靠地从用于分离它们的选择性培养基中鉴定出多种微生物。 无需纯化可疑或“推测性”菌落，可大大缩短周转时间。
另一个优点是可以预测细菌对抗生素的敏感性。 单个质谱峰可以预测金黄色葡萄球菌的耐甲氧西林(methicillin resistance), MALDI还可以检测耐碳青霉烯的肠杆菌科的碳青霉烯酶，包括鮑氏不動桿菌和克雷伯氏肺炎菌。 但是，大多数介导抗生素抗性的蛋白质的蛋白质峰解释范围都大于MALDI-TOF的2000–20,000 Da范围，并且仅偶尔出现，如在2011年NIH的KPC暴发中，可以得出峰值与赋予耐药性的蛋白质之间的相关性。

### 寄生虫学
MALDI/TOF光谱已被用于检测和鉴定各种寄生虫，例如锥虫，利什曼原虫和疟原虫。 除了这些单细胞的寄生虫外，MALDI/TOF还可以用于鉴定寄生昆虫，例如虱子或尾虫（cercariae），即吸虫的自由游动阶段。

### 医学
MALDI/TOF光谱通常与其他分析和光谱技术一起用于疾病的诊断。 MALDI/TOF是一种很有潜力的诊断工具，因为它可以快速鉴定蛋白质和蛋白质的变化，而无需测序的成本或计算能力，也不需要解决X射线晶体学中晶体结构所需的技能或时间。

## 参看
- 肽质量指纹谱（Peptide Mass Fingerprinting, PMF）
- 质谱成像（英语：Mass spectrometry imaging）
- 质谱法